# Charles A. Floyd
Charles Albert Floyd (ur. w 1791 w Smithtown, zm. 20 lutego 1873 w Commack) – amerykański polityk, członek Partii Demokratycznej.

## Działalność polityczna
W okresie od 4 marca 1841 do 3 marca 1843 przez jedną kadencję był przedstawicielem 1. okręgu wyborczego w stanie Nowy Jork w Izbie Reprezentantów Stanów Zjednoczonych.